# Apios delavayi
Apios delavayi är en ärtväxtart som beskrevs av Adrien René Franchet. Apios delavayi ingår i släktet Apios och familjen ärtväxter. Inga underarter finns listade i Catalogue of Life.